# Austin Wiley
Austin Jermaine Wiley (Birmingham, Alabama, 8 de enero de 1999) es un baloncestista estadounidense que forma parte de la plantilla del Hapoel Jerusalem de la Ligat ha'Al. Con 2,11 metros de estatura, juega en la posición de pívot.

## Trayectoria deportiva
En su etapa universitaria formó parte cuatro temporadas de la Universidad de Auburn, con el que disputó la NCAA con los Auburn Tigers desde 2016 a 2020. Tras no ser elegido en el Draft de la NBA de 2020, en 2 de enero de 2021 llega a Europa para firmar por el MHP Riesen Ludwigsburg de la Basketball Bundesliga.
Unas semanas más tarde, firma por el Gladiators Trier de la segunda división de Alemania.
En la temporada 2022-23, firma por el BC Neptūnas Klaipėda de la Lietuvos Krepšinio Lyga.
El 17 de julio de 2023 fichó por el Tofaş SK de la Basketbol Süper Ligi (BSL) turca.
El 3 de julio de 2024 fichó por el Hapoel Jerusalem de la Ligat ha'Al israelí.

## Selección nacional
Wiley formó parte de la selección de baloncesto de Estados Unidos que logró el oro en el Campeonato Mundial FIBA Sub-17 disputado en 2016 en España y el bronce en la Copa Mundial FIBA Sub-19 disputado en 2017 en Egipto.